# Osama
Osama (en persa: اسامه) es una película del año 2003 de Afganistán. Cuenta la historia de una niña que se disfraza de niño para mantener a su familia, en donde se muestra la vida bajo los talibanes, y fue la primera película que se rodó totalmente en ese país desde 1996, cuando el régimen talibán prohibió la creación de películas. El film es una coproducción internacional entre empresas de Afganistán, los Países Bajos, Japón, Irlanda e Irán.
Aunque el título de la película puede recordar alegóricamente a Osama bin Laden, no existe similitud. Siddiq Barmak, el director, encontró a la protagonista, Marina Golbahari, en las calles de Kabul. Esta es la primera película que se rodó en Afganistán desde la caída de los talibanes. Anteriormente, todos los rodajes habían sido prohibidos. Siddiq Barmak realizó la película con ayuda del director iraní Mohsen Makhmalbaf, quien financió el largometraje con 100.000 dólares, además de las cámaras de 35mm y el equipo necesario. Makhmalbaf también persuadió al cineasta Ebrahim Ghafori para trabajar en el proyecto.

## Sinopsis
Una niña afgana (Marina Golbahari) ve como su madre (Zubaida Sahar) pierde su empleo cuando los talibán cierran el hospital en el que trabaja. Los talibanes también han prohibido a las mujeres abandonar sus casas sin un hombre de "compañero". Con su marido y demás varones fallecidos, después de haber sido muertos en batalla durante la invasión soviética y las guerras civiles posteriores, no existen hombres para apoyar a la familia. No pueden salir de casa, por culpa y temor a la detención y la tortura, así que la madre no puede hacer nada. Desesperadas, la madre y la abuela deciden disfrazar a la niña de chico para que pueda conseguir trabajo. Para persuadirla de aceptar el plan, la abuela le cuenta una vieja fábula afgana sobre un niño que pasó bajo un arco iris y se convirtió en niña. Acepta a regañadientes, a pesar de temer que los talibanes la maten si descubren el engaño. Le cortan el pelo, y la niña planta un mechón en una maceta, y la visten de chico. Los únicos que saben la verdad son el vendedor de leche, que le da trabajo porque era amigo de su difunto padre, y un niño local llamado Espandi, quien es quien la renombra "Osama". Osama luego obtiene un trabajo en la tienda de té Chai, aunque "su afeminada manera" rápidamente despierta sospechas entre los demás niños.
El engaño se vuelve más difícil al producirse una campaña de los soldados para reclutar a los niños locales, incluido Osama. Son sacados de sus casas o de sus trabajos por los talibanes para ser formados religiosa y militarmente en la madrasa. En la escuela se les enseña cómo luchar y cómo llevar a cabo las abluciones rituales (gusl), incluida una para cuando experimenten una polución nocturna o, cuando sean mayores, tras mantener relaciones con su esposa. Osama se da cuenta de lo difícil que será permanecer allí ocultando su identidad. Trata de evitar la sesión de abluciones y el maestro empieza a sospechar. Varios de los chicos empiezan a darse cuenta de lo afeminado que es y empiezan a meterse con ella. Espandi es capaz de protegerla al principio pero finalmente, su secreto es revelado en una de las escenas más inquietantes de la película, cuando experimenta la menarquia. Es detenida, llevada a juicio, pero como está desamparada e indefensa, se le perdona la vida y es dada en matrimonio a un hombre mucho mayor. El nuevo marido ya tiene tres esposas, todas las cuales lo odian y dicen que les ha destruido la vida. Las esposas se compadecen de Osama, pero no pueden ayudarla. El marido le muestra los candados que usa en las habitaciones de sus esposas, reservando el más grande para ella. La siguiente y última imagen muestra al esposo realizando una ablución en un baño al aire libre, la que anteriormente se les enseñó a los niños para después de la eyaculación.

## Reparto
| Actriz/Actor          | Personaje |
| --------------------- | --------- |
| Marina Golbahari      | Osama     |
| Arif Herati           | Espandi   |
| Zubaida Sahar         | Madre     |
| Mohamad Nader Khadjeh | Tío       |
| Mohamad Haref Harati  |           |
| Gol Rahman Ghorbandi  |           |
| Khwaja Nader          |           |
| Hamida Refah          |           |

## Producción
La película fue filmada en Kabul, Afganistán. El rodaje comenzó en junio del 2002 y terminó en marzo del 2003 con un presupuesto de aproximadamente 47.000 dólares. Todos los actores de la película eran anónimos que el director encontró en las calles de Kabul.
De acuerdo con Marina, un documental sobre la actriz Marina Golbahari filmado simultáneamente con la película, Osama fue originalmente titulado "Arco Iris", y terminaba con una nota esperanzadora, con Osama pasando bajo un arco iris obteniendo su libertad. Con el paso del tiempo, el director se sintió insatisfecho con el final y lo cambió, editando y eliminando otras escenas que expresaban esa esperanza.

## Estreno
| País            | Fecha                    | Festival y otros                               |
| --------------- | ------------------------ | ---------------------------------------------- |
| Francia         | 20 de mayo de 2003       | Festival de Cine de Cannes                     |
| Afganistán      | 27 de junio de 2003      | En el país                                     |
| India           | 20 de julio de 2003      | Festival de Cine CINEFAN                       |
| Dinamarca       | 13 de agosto de 2003     | Festival de Cine de Copenhague                 |
| Estados Unidos  | 31 de agosto de 2003     | Festival de Cine de Telluride                  |
| Canadá          | 8 de septiembre de 2003  | Festival de Cine de Toronto                    |
| Corea del Sur   | 3 de octubre de 2003     | Festival de Cine de Pusan                      |
| Grecia          | 10 de octubre de 2003    | En el país                                     |
| Reino Unido     | 25 de octubre de 2003    | Festival de Cine de Londres                    |
| España          | 29 de octubre de 2003    | Festival de Cine de Valladolid                 |
| México          | 26 de noviembre de 2003  | Muestra Internacional de Cine                  |
| Noruega         | 27 de noviembre de 2003  | Festival de Cine de Oslo                       |
| Japón           | 13 de diciembre de 2003  | Festival de Cine Asiático NHK                  |
| India           | 16 de diciembre de 2003  | Festival de Cine de Kerala                     |
| Finlandia       | 19 de diciembre de 2003  | En el país                                     |
| España          | 19 de diciembre de 2003  | Limitado                                       |
| España          | 9 de enero de 2004       | En el país                                     |
| Alemania        | 15 de enero de 2004      | Limitado                                       |
| Países Bajos    | 24 de enero de 2004      | Festival de Cine de Róterdam                   |
| República Checa | 30 de enero de 2004      | Festival de Cine Febio                         |
| Italia          | 30 de enero de 2004      | En el país                                     |
| Suiza           | 5 de febrero de 2004     | Región de habla alemana                        |
| Estados Unidos  | 6 de febrero de 2004     | Limitado                                       |
| Reino Unido     | 13 de febrero de 2004    | Limitado                                       |
| Austria         | 5 de marzo de 2004       | En el país                                     |
| Dinamarca       | 12 de marzo de 2004      | En el país                                     |
| Suecia          | 12 de marzo de 2004      | En el país                                     |
| Taiwán          | 13 de marzo de 2004      | Limitado                                       |
| Francia         | 14 de marzo de 2004      | Festival de Cine Alès                          |
| Francia         | 18 de marzo de 2004      | Festival de Cine Valenciennes                  |
| Israel          | 18 de marzo de 2004      | En el país                                     |
| Francia         | 24 de marzo de 2004      | En el país                                     |
| México          | 26 de marzo de 2004      | En el país                                     |
| Bélgica         | 31 de marzo de 2004      | En el país                                     |
| Suiza           | 31 de marzo de 2004      | Región de habla francesa                       |
| Hong Kong       | 6 de abril de 2004       | Festival de Cine de Hong Kong                  |
| Países Bajos    | 8 de abril de 2004       | En el país                                     |
| Argentina       | 14 de abril de 2004      | Festival de Cine Independiente de Buenos Aires |
| Hong Kong       | 22 de abril de 2004      | En la región                                   |
| Argentina       | 29 de abril de 2004      | Limitado                                       |
| Nueva Zelanda   | 13 de mayo de 2004       | En el país                                     |
| República Checa | 3 de junio de 2004       | Festival de Cine de Zlín                       |
| Filipinas       | 23 de junio de 2004      | Festival Cinemanila                            |
| Brasil          | 25 de junio de 2004      | Limitado                                       |
| Argentina       | 2 de septiembre de 2004  | En el país                                     |
| Hungría         | 30 de septiembre de 2004 | En el país                                     |
| Estonia         | 3 de diciembre de 2004   | Festival de Cine Noches Negras                 |
| Turquía         | 24 de diciembre de 2004  | En el país                                     |
| Malasia         | 30 de diciembre de 2004  | Limitado                                       |
| Corea del Sur   | 2 de febrero de 2006     | En el país                                     |

## Respuestas
Osama fue muy bien recibida por el mundo cinematográfico occidental. En la página web Rotten Tomatoes la película tiene un 96% de aprobación, siendo calificada como "fresco" (es cuando las películas tienen un porcentaje mayor al 55% o 60%).
A pesar de la cantidad de violencia en la película, recibió una calificación PG-13 (+13) de la MPAA.

## Premios

### Globos de Oro
| Año  | Resultado | Premio       | Categoría/Destinatario(s)                     |
| ---- | --------- | ------------ | --------------------------------------------- |
| 2004 | Ganadora  | Globo de Oro | Mejor Película de Habla No Inglesa Afganistán |

### Festival de Bratislavia
| Año  | Resultado | Premio           | Categoría/Destinatario(s)                        |
| ---- | --------- | ---------------- | ------------------------------------------------ |
| 2003 | Ganador   | Mención Especial | Siddiq Barmak Por dirección, producción y guion. |
| 2003 | Nominado  | Grand Prix       | Siddiq Barmak                                    |

### Premios del Instituto Británico
| Año  | Resultado | Premio            | Categoría/Destinatario(s) |
| ---- | --------- | ----------------- | ------------------------- |
| 2003 | Ganador   | Trofeo Sutherland | Siddiq Barmak             |

### Festival de Cannes
| Año  | Resultado | Premio                                                             | Categoría/Destinatario(s) |
| ---- | --------- | ------------------------------------------------------------------ | ------------------------- |
| 2003 | Ganador   | Premio AFCAE Premio Cannes Junior Cámara de Oro - Mención Especial | Siddiq Barmak             |

### Festival CineManila
| Año  | Resultado | Premio             | Categoría/Destinatario(s)                                                 |
| ---- | --------- | ------------------ | ------------------------------------------------------------------------- |
| 2004 | Ganadora  | Mejor Actriz       | Marina Golbahari Junto con Katherine Luna por Babae sa Breajwater (2004). |
| 2004 | Nominado  | Premio Lino Brocka | Siddiq Barmak                                                             |

### Premios Golden Trailer
| Año  | Resultado | Premio         | Categoría/Destinatario(s) |
| ---- | --------- | -------------- | ------------------------- |
| 2004 | Ganador   | Golden Trailer | Mejor Extranjero          |

### Festival de Kerala
| Año  | Resultado | Premio                 | Categoría/Destinatario(s) |
| ---- | --------- | ---------------------- | ------------------------- |
| 2003 | Ganador   | Premio de la Audiencia | Siddiq Barmak             |

### Festival de Miami
| Año  | Resultado | Premio        | Categoría/Destinatario(s)                                           |
| ---- | --------- | ------------- | ------------------------------------------------------------------- |
| 2004 | Ganador   | Cita Especial | Mejor Película de Drama - Competencia Mundial de Cine Siddiq Barmak |

### Festival de Molodist
| Año  | Resultado | Premio                    | Categoría/Destinatario(s) |
| ---- | --------- | ------------------------- | ------------------------- |
| 2003 | Ganador   | Premio Mejor Película     | Siddiq Barmak             |
| 2003 | Ganadora  | Premio Mejor Actriz Joven | Marina Golbahari          |

### Película de la Sociedad Política
| Año  | Resultado | Premio     | Categoría/Destinatario(s)   |
| ---- | --------- | ---------- | --------------------------- |
| 2005 | Nominada  | Premio PFS | Exposición Derechos Humanos |

### Festival de Pusan
| Año  | Resultado | Premio                                                             | Categoría/Destinatario(s) |
| ---- | --------- | ------------------------------------------------------------------ | ------------------------- |
| 2003 | Ganador   | Premio de la Audiencia Premio Nuevas Corrientes - Mención Especial | Siddiq Barmak             |

### Premios Satélite
| Año  | Resultado | Premio                 | Categoría/Destinatario(s)                         |
| ---- | --------- | ---------------------- | ------------------------------------------------- |
| 2004 | Nominada  | Premio Satélite de Oro | Mejor Película, Idioma Extranjero Afganistán/Irán |

### Festival de Valladolid
| Año  | Resultado | Premio        | Categoría/Destinatario(s) |
| ---- | --------- | ------------- | ------------------------- |
| 2003 | Ganador   | Espiga de Oro | Mejor largometraje        |

### Premios Artista Joven
| Año  | Resultado | Premio               | Categoría/Destinatario(s)        |
| ---- | --------- | -------------------- | -------------------------------- |
| 2004 | Nominada  | Premio Artista Joven | Mejor Largometraje Internacional |